# شرلوک (مجموعه تلویزیونی)
شرلوک (به انگلیسی: Sherlock) یک مجموعهٔ تلویزیونی بریتانیایی است که اقتباسی به‌روز شده از داستان‌های کارآگاهی شرلوک هولمز اثر سر آرتور کانن دویل است. این سریال توسط استیون موفات و مارک گیتیس ساخته شده‌است و در آن بندیکت کامبربچ در نقش شرلوک هولمز و مارتین فریمن در نقش جان واتسون ایفای نقش می‌کنند. از سال ۲۰۱۰ تا ۲۰۱۷، چهار فصل از سریال تولید و پخش شده‌است. هر چهار فصل شرلوک دارای سه اپیزود نود دقیقه‌ای است. همچنین اپیزود ویژهٔ کریسمس سریال نیز در تاریخ یکم ژانویهٔ ۲۰۱۶ به روی آنتن رفت. شرلوک محصول مشترکی از شبکهٔ بریتانیایی بی‌بی‌سی و شبکهٔ آمریکایی دبلیوجی‌بی‌اچ است. مارک گیتیس و استیون موفات به همراه سو ورتیو و ربکا ایتون مدیران تولید سریال هستند.
شرلوک به‌طور گسترده‌ای در کاردیف ولز و لندن فیلم‌برداری شد. مکان اصلی تصویربرداری سریال که خانه شماره ۲۲۱ بیکر است نیز در شمال لندن قرار دارد.
سریال با تحسین گسترده منتقدان و تماشاگران همراه بود و نقدها و نظرات مثبت بسیاری دریافت کرد و از نظر فیلم‌نامه و شخصیت پردازی، کارگردانی و قدرت تیم بازیگری، به خصوص بندیکت کامبربچ ستایش شد. شرلوک نامزد و برنده جوایز متعددی همچون جایزه امی، جایزه گلدن گلوب و بفتا شد. این سریال در شصت و ششمین جوایز امی ساعات پربیننده موفق شد سه جایزه بهترین بازیگر نقش اول مرد سریال درام برای بندیکت کامبربچ، بهترین بازیگر نقش مکمل مرد سریال درام برای مارتین فریمن و بهترین فیلم‌نامه سریال درام برای استیون موفات را به‌دست آورد. اپیزود ویژه کریسمس سریال نیز برنده بهترین فیلم تلویزیونی از این مراسم شد. همچنین شرلوک در سال ۲۰۱۱ برنده جایزه پیبادی شد. شرلوک در ۱۸۰ کشور دنیا پخش و دیده شده‌است. فصل سوم این سریال موفق شد رکورد پربیننده‌ترین برنامه از سال ۲۰۰۱ تاکنون در بریتانیا را به‌نام خود ثبت کند.
همهٔ فصل‌های سریال به صورت دیسک بلو-ری و دی‌وی‌دی با بالاترین کیفیت ممکن در دسترس عموم قرار گرفته‌است. محصولات جانبی سریال همچون آلبوم موسیقی آن نیز که توسط مایکل پرایس و دیوید آرنولد ساخته شده‌است در دسترس است. همچنین در سال ۲۰۱۴ یک نرم‌افزار با نام شرلوک: شبکه منتشر شد.

## خلاصه داستان
داستان سریال در لندن کنونی رخ می‌دهد و ماجراهای کارآگاه مشاور، شرلوک هولمز (بندیکت کامبربچ) را نشان می‌دهد که به همراه دوست نزدیک و همخانه‌اش دکتر جان واتسون (مارتین فریمن) در حل پرونده‌های تبهکارانه به اسکاتلندیارد مشاوره می‌دهد. در مسیر پرونده افرادی همچون بازرس لستراد (روپرت گراوس) و مالی هوپر (لوئیز بریلی) نیز به آن‌ها کمک می‌کنند.

## بازیگران و شخصیت‌ها

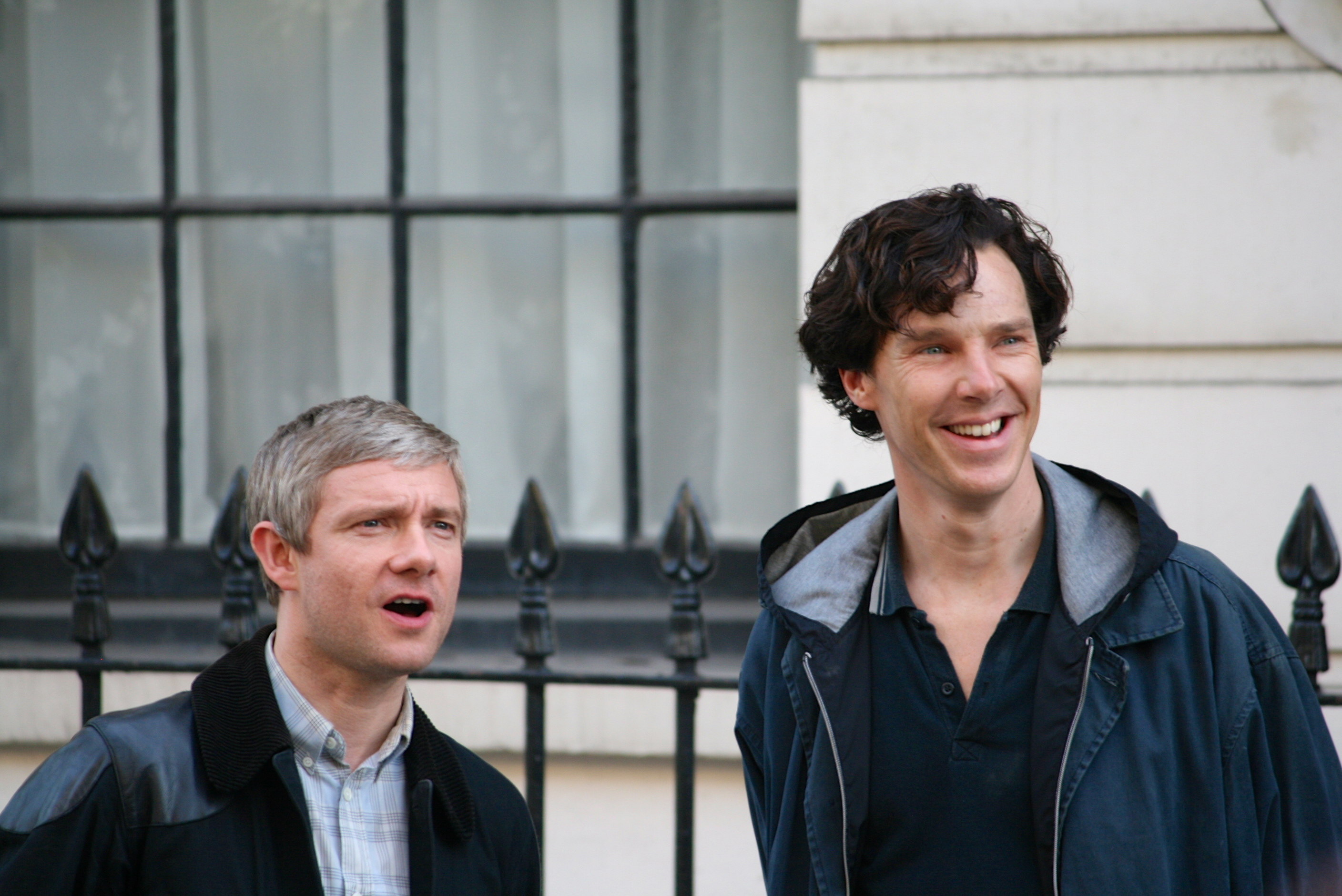
مارتین فریمن و بندیکت کامبربچ در فیلمبرداری فصل سوم

- بندیکت کامبربچ در نقش شرلوک هولمز:

کارآگاه مشاور جوان و باهوشی که به تنهایی در لندن زندگی می‌کند و در حل پرونده‌های جنایی به پلیس مشاوره می‌دهد. شرلوک هوش فوق‌العاده بالایی دارد و جزئیاتی را می‌بیند که خیلی‌ها اصلاً به آن توجه نمی‌کنند. این هوش بالا باعث شده تا متفاوت از بقیه فکر و عمل کند و برای همین هم شرلوک مردی تنهاست و دوستی ندارد. او جامعه‌گریز، مردم‌ستیز و تنهاست و گاهی برای پر کردن این تنهایی رو به مصرف سیگار و مواد مخدر می‌آورد. زندگی شرلوک زمانی تغییر می‌کند که با دکتر جان واتسون آشنا و همخانه می‌شود. جان که تحصیل کردهٔ دانشگاه پزشکی باکس است؛ سربازی‌ست که به تازگی از جنگ افغانستان برگشته و مثل شرلوک فردی تنهاست که آسیب‌های روحی زیادی دیده‌است. شرلوک و جان خیلی زودتر از آنچه فکرش را بکنند به یکدیگر جذب شده و تبدیل به بهترین دوست‌های یکدیگر می‌شوند و همدیگر را در حل مشکلات و مسائل گوناگون یاری می‌کنند. آشنایی با جان باعث می‌شود تا شرلوک ویژگی‌های دیگری از خودش از جمله دلیری و فداکاری را نشان بدهد. اما این فقط یکی از خصوصیات شرلوک است. در زیر پوستهٔ این مرد باهوش و جامعه‌گریز پسر بچه‌ای با ترس‌های قدیمی پنهان شده که نمی‌داند چگونه باید با مسائل روبه‌رو شود. در طول سریال به‌طور کامل به گذشتهٔ شرلوک می‌رویم و متوجه می‌شویم که علت زیادی از رفتارهای نابهنجارش ریشه در کودکی عجیبش داشته‌است. بازیگر نقش شرلوک در سریال بندیکت کامبربچ است که هنرنمایی‌اش با تحسین بسیار زیاد منتقدان و تماشاگران همراه بود و او را به بازیگری شناخته شده تبدیل کرد.
- مارتین فریمن در نقش دکتر واتسن:

جان دقیقاً برعکس شرلوک است. او نمایندهٔ مردم عادی است که ترجیح می‌دهند زندگی ساده‌ای داشته باشند. جان هیمیش واتسون نام کامل او است. او از جنگ افغانستان برگشته است و کتف چپ او تیر خورده‌است، مسلماً جنگ بر روی تمامی کسانی که در آن شرکت دارند اثرات نامطلوبی دارد و این نکته به خوبی در سریال گنجانده شده‌است. پای جان مشکل دارد و او نمی‌تواند به خوبی راه برود اما همان‌طور که شرلوک اشاره می‌کند مشکل او جسمی نیست بلکه روحی است و شرلوک با زیرکی خاصی این مشکل را حل می‌کند. مشکل پای جان نیز ناشی از اثرات مخرب جنگ است. از سوی دیگر همان‌طور که برادر شرلوک به جان می‌گوید، هنگامی که او با شرلوک است می‌تواند دنیا را به شکل یک میدان نبرد ببیند. او با همه اثرات مخربی که جنگ بر روی او گذاشته باز هم جنگ را دوست دارد پس می‌توان گفت که او نیز چندان معمولی نیست. بودن با شرلوک به او کمک می‌کند که خود واقعی‌اش باشد، این دقیقاً همان حسی‌ست که شرلوک نیز به جان دارد. به عبارت دیگر می‌توان گفت که این دو مکمل هم هستند، هرچیز که شرلوک ندارد در جان پیدا می‌شود و چیزهایی که جان ندارد و از داشتن آن‌ها لذت می‌برد در شرلوک پیدا می‌شود؛ پس عجیب نیست که این دو چقدر زود به هم وابسته شده‌اند. جان در طول فصل‌های مختلف دچار یک تغییر شخصیت می‌شود. مارتین فریمن اجرای این نقش را در سریال بر عهده دارد.
- اندرو اسکات در نقش جیمز موریارتی:

دشمن شمارهٔ یک شرلوک هولمز در کتاب‌ها و سریال جیمز موریارتی است. موریارتی همچون شرلوک فردی بسیار باهوش است که شرلوک او را «جنایتکار مشاور» می‌نامد. نبرد موریارتی و شرلوک جنگ بر سر باهوش بودن است. موریارتی خود را از شرلوک برتر می‌داند زیرا معتقد است شرلوک اسیر احساسات است و موریارتی برای اینکه این مسئله را ثابت کند بارها در طول داستان برای کسانی که شرلوک برای آن‌ها اهمیت قائل است (همچون جان واتسون) دردسر زیادی درست می‌کند. موریارتی به خصوص در فصل اول حضور فیزیکی چندانی در داستان ندارد و فقط با طرح جنایت‌ها و معماهای عجیب خودش سعی می‌کند شرلوک را بازی دهد. اما از فصل دوم، حضور فیزیکی بیشتری در داستان دارد و این نیز به جذابیت‌های این سریال افزوده است. تقابل این دو شخصیت و مرگ ساختگی شرلوک از آثار حضور این مرد در فصل دوم است.
- مارک گیتیس در نقش مایکرافت هولمز:

برادر بزرگتر شرلوک که به گفته خودش، بسیار از او باهوش‌تر است. مایکرافت به گفتهٔ خودش کارمند دون‌پایهٔ دولت بریتانیا است اما در حقیقت رئیس یکی از بزرگترین سازمان‌های جاسوسی بریتانیا است و یک شخص بسیار بانفوذ در انگلیس است و می‌تواند به راحتی به هر اطلاعاتی که می‌خواهد دست پیدا کند به حدی که شرلوک او را «دولت بریتانیا» توصیف می‌کند. رابطهٔ او با شرلوک یک رابطه برادرانه عجیب است. از سویی رفتارهای او را تأیید نمی‌کند و مشکلات زیادی با او دارد و از سویی احساسات برادرانه‌اش نمی‌گذارد شرلوک به این راحتی‌ها به دردسر بیفتد و آسیبی ببیند. مایکرافت هم مثل برادرش فردی جامعه‌گریز و ضد افکار مردم است و منافع ملی را به منافع خانوادگی و حتی شخصی‌اش ترجیح می‌دهد و برای همین هم است که به راحتی شرلوک را به تبعید می‌فرستد هرچند که بعد از پخش شدن تصویر موریارتی در سراسر شهر چاره‌ای نمی‌بیند جز اینکه او را به بازی برگرداند. رفتار دیگر او نیز زندانی کردن خواهر کوچک‌تر خود در امنیتی‌ترین زندان بریتانیاست که از کودکی خواهرش را در آن زندان نگهداری می‌کند. مارک گیتیس که یکی از نویسندگان و خالق سریال می‌باشد این نقش را در سریال بازی کرده‌است.
- لارا پالور در نقش آیرین آدلر:

تنها زنی که چه در طول کتاب‌ها و چه در طول سریال توان نفوذ به قلب جناب کارآگاه را دارد آیرین آدلر است. البته این شخصیت در سریال تفاوت زیادی با کتاب‌ها دارد. در سریال آیرین آدلر زن جوانی و باهوشی است که با استفاده از عکس‌ها و مدارکی که از خانواده سلطنتی به وجود آورده قصد اخاذی از دولت انگلیس را دارد اما عشقش به شرلوک باعث می‌شود که در این راه ناکام بماند. رابطه او با شرلوک یک رابطه پیچیده است. از طرفی هوش او را تحسین می‌کند و عاشقش است و از طرفی نمی‌تواند بگذارد او نقشه‌اش را خراب کند. شخصیت آیرین آدلر تنها در اپیزود اول فصل دوم حضور دارد. هرچند در اپیزودهای دیگر نیز لحظات کوتاهی به صورت فلش بک یا تصورات شرلوک ظاهر می‌شود. لارا پالور بازیگر این نقش است.
- آماندا ابینگتون در نقش مری مورستون:

مری مورستون در داستان‌های سر آرتور کانن دویل شخصیت قابل توجه و مهمی ندارد و کمتر به آن اشاره‌ای شده‌است. اما در سریال، مری یکی از اصلی‌ترین شخصیت‌های سریال است. جان پس از مرگ ساختگی شرلوک با مری آشنا می‌شود و در فصل سوم با او ازدواج می‌کند و همچنین صاحب یک دختر به نام رزمند مری می‌شود. او هرچند در ابتدا زنی ساده و زیبا به نظر می‌رسد اما معلوم می‌شود او هم مثل شرلوک و جان واتسون فردی متفاوت و غیرمعمولی است. مری عضو یک گروه جاسوسی بسیار ماهر بود که بعد از فروپاشی این گروه، سعی کرد انسان عادی باشد اما گذشته تاریکش همواره به دنبال اوست. داستان این شخصیت یکی از موضوعات اصلی فصل سوم و چهارم است. مری همواره در صدد فرار از گذشته خویش و پنهان کردن آن از همه به خصوص جان است و همین رویه نیز باعث به وجود آمدن مشکلات زیادی می‌شود. آماندا ابینگتون که در واقعیت هم همسر مارتین فریمن است این نقش را در سریال بازی کرده‌است.
- روپرت گراوس در نقش بازرس لستراد:

لستراد رئیس پلیس جنایی لندن است. بازرس ارشدی که هر وقت در حل پرونده جنایی گیر می‌کند به سراغ شرلوک می‌شود. لستراد برعکس بسیاری از پلیس‌ها برای شرلوک احترام زیادی قائل است و در خیلی از مواقع برای همکاری کردن با شرلوک مورد انتقاد قرار می‌گیرد اما او از این کار دفاع می‌کند زیرا معتقد است حضور شرلوک برای حل پرونده‌ها بسیار مؤثر است هرچند که بدش نمی‌آید پرونده در آخر توسط خودش حل شود.
- لوئیز بریلی در نقش مالی هوپر:

شخصیت مالی هوپر هرچند جزو شخصیت‌های فرعی سریال محسوب می‌شود و نقش اساسی در پیش بردن داستان ندارد اما با این حال جزو شخصیت‌های ثابت سریال محسوب می‌شود. مالی دکتری است که در پزشکی قانونی کار می‌کند و برای همین زیاد با شرلوک سر و کار دارد. مالی مدت خیلی زیادی است که عاشق شرلوک است اما خودش هم می‌داند که بعید است به او برسد زیرا او برعکس شرلوک هوش زیادی ندارد و بسیار معمولی است. عشق خفته مالی و شرلوک موجب صحنه‌های کوتاه احساسی می‌شود. مالی در طول داستان به شرلوک در حل پرونده‌ها کمک می‌کند.
- اونا استابز در نقش خانم هادسون:

صاحب خانه شرلوک هولمز و جان واتسون است. آشنایی خانم هادسون و شرلوک بسیار جالب است؛ خانم هادسون همسر یکی از قاچاقچیان پولدار و پر نفوذ در بریتانیا و آمریکا بود که پس از سالها توسط پلیس فدرال دستگیر و زندانی شد، خانم هادسون که از شوهرش بیزار بود برای مشاوره پیش شرلوک رفت و برای از بین بردن شوهرش از او کمک خواست؛ شرلوک هم این پرونده را قبول کرد و هرچه سند و مدرک را داشت برای اعدام شوهر خانم هادسون خرج کرد. نام اصلی او، لوئیس هادسون است. پیرزن مهربانی که به تنهایی زندگی می‌کند و زندگیش با ورود جان و شرلوک دگرگون می‌شود. خانم هادسون جزو شخصیت‌های فرعی داستان محسوب می‌شود. بازیگر این نقش طی مصاحبه‌ای دربارهٔ نقشش این‌گونه گفت: «خانم هادسونی که من در داستان‌های اصلی دیدم شخصیتی معمولاً سخت گیر و بسیار بدخلق است اما طی برداشتی که خودم از این نقش داشتم به این نتیجه رسیدم که چیزی که این شخصیت را پرورش می‌دهد حسی مادرانه و دلسوزانه نسبت به شرلوک و جان است.» البته این تنها بعد شخصیتی او نیست گاهی بسیار جدی می‌شود و در فصل چهارم شاهد هستیم که مایکرافت را بخاطر برخوردی که با برادرش دارد به شدت سرزنش می‌کند به علاوه خانم هادسون فردی پولدار اما به دور از تجملات است که با فروشی مقداری از املاکش در فصل چهارم، برای خود یک استون مارتین نارنجی می‌خرد! اونا استابز بازیگر این نقش است.

## تولید
استیون موفات و مارک گیتیس، هردو از نویسندگان سریال دکتر هو بودند. این دو طرفدار ادبیات انگلیسی در عصر ویکتوریا بودند و همچنین به سری کتاب‌های شرلوک هولمز علاقه بسیاری داشتند. موفات و گیتیس طی سفرهای متعدد خود با قطار به کاردیف که یکی از لوکیشن‌های اصلی سریال است دربارهٔ علاقهٔ خود به داستان‌های شرلوک هلمز صحبت کردند و تصمیم گرفتند که اقتباسی مدرن از داستان‌های شرلوک هلمز انجام دهند. هم موفات و هم گیتس پیش از این تجربه اقتباس از کارهای ادبی را داشته‌اند. موفات بر اساس مورد غیرعادی دکتر جکیل و آقای هاید فیلم‌نامه سریال جکیل را نوشته بود و گیتیس نیز یکی از نویسندگان سریال دکتر هو بود. زمانی که موفات به همراه همسرش سو ورتیو و گیتس برای شرکت در مراسمی به مونت‌کارلو رفته بودند آن‌ها دربارهٔ ایده خود به ورتیو توضیح دادند و او هم آن‌ها را تشویق کرد که به کار خود ادامه بدهند زیرا ایده بسیار خوبی است. موفات و گیتس برای جدی کردن پروژه در سپتامبر ۲۰۰۸ استیون تامپسون را برای نوشتن فیلم‌نامه به گروهشان دعوت کردند.
مارک گیتیس از اقتباس‌های اخیر داستان‌های شرلوک هولمز چندان خوشش نمی‌آمد معتقد بود بیش از حد «کشدار و خسته‌کننده» هستند. او می‌خواست حال هوای سریال بیش از هرچیز شبیه به مجموعه فیلم‌های شرلوک هولمز محصول سال‌های ۱۹۴۶–۱۹۳۹ باشد. در این مجموعه فیلم‌ها، بازیل رتبون در نقش شرلوک و نایجل بروس در نقش دکتر واتسون بازی کردند. یکی از نکاتی که در مجموعه شرلوک توجهات زیادی را جلب کرد استفاده شرلوک از فناوری‌هایی همچون جی پی اس، اس ام اس و مواردی این چنین برای حل پرونده‌های جنایی است. خیلی‌ها معتقد بودند وجود این موارد در داستان، طرفداران دو آتشه کتاب‌های کانن دویل را دلسرد خواهد کرد اما گیتس چنین نظری نداشت. او گفته‌است: «اگر کتاب‌های شرلوک هولمز را دقیق مطالعه کنیم خواهیم فهمید که شرلوک از همه امکانات آن دوران که در اختیارش بود برای حل معما استفاده می‌کرد و کاری که ما کرده‌ایم این بود که فقط آن را مدرن کردیم.»
البته به روزرسانی گیتیس و موفات از دنیای کانن دویل شامل همه عناصر داستان نشد. برای مثال آدرس خیابان محل زندگی شرلوک و جان همان خانه معروف شماره ۲۲۱ خیابان بیکر در کتاب هاست. همچنین مواردی مثل حضور موریارتی به عنوان دشمن اصلی شرلوک و آیرین آدلر به عنوان تنها زنی که توانایی بازی با احساسات شرلوک را دارد مستقیم از دل رمان‌ها به سریال راه پیدا کرده‌است. از جمله به روز رسانی‌ها و تغییراتی که در داستان پیش آمده مربوط به سابقه حضور جان در جنگ است. در سریال جان از جنگ در افغانستان (۲۰۰۱–۲۰۱۴) بازگشته است. این در حالی است که او در کتاب‌ها از جنگ بین افغانستان و انگلستان که در سالهای ۸۰–۱۸۷۸ رخ داد به شهر بازگشته است. گیتیس در این باره می‌گوید: «وقتی داشتم رمان‌ها را می‌خواندم فهمیدم آن جنگی که جان واتسون از آن بازگشته بود تمام نشده و هنوز هم در جریان است. جنگی غیرقابل تحمل.»
ابتدا قرار بود شرلوک به صورت یک فیلم تلویزیونی ۶۰ دقیقه‌ای ساخته شود و اگر در جذب بیننده موفق عمل کرد آن را تمدید کنند. علت این تصمیم این بود که شبکه به موفقیت پروژه شک داشت و مطمئن نبود که طرفداران کتاب چگونه به سریال واکنش نشان خواهند داد. اولین نسخه آزمایشی که آماده شده بعضی از رسانه‌ها همچون گاردین شایعاتی منتشر کردند مبنی بر اینکه اقتباس جدید بی‌بی‌سی از داستان‌های شرلوک هولمز فاجعه‌بار از آب درآمده و همچنین خبر رسید که بودجه ساخت این فیلم تلویزیونی ۸۰۰ هزار پوند بوده‌است. شبکه از خیر پخش فیلم گذشت و درخواست بازنویسی دوباره داد. سازندگان تصمیم گرفتند تا شکل پروژه را به‌طور کامل عوض کنند و قرار شد تا به جای شش فیلم تلویزیونی یک ساعته، سه قسمت ۹۰ دقیقه‌ای ساخته شود. بدین ترتیب فیلم‌نامه بازنویسی و اپیزود پایلوت ساخته شد که مورد استقبال بی‌بی‌سی قرار گرفت. شبکه آنقدر از کار راضی بود که تصمیم گرفت بودجه بیشتری در اختیار سازندگان بگذارد تا آن‌ها بتوانند به راحتی کار کنند. اپیزود پایلوت یکبار دیگر با امکانات بیشتر ساخته و تبدیل به اولین قسمت سریال با عنوان پرونده صورتی شد. در ژوئیه ۲۰۰۹ رسماً اعلام شد که فصل اول سریال در سال ۲۰۱۰ پخش خواهد شد.

### موسیقی متن
مایکل پرایس و دیوید آرنولد برای تمامی فصل‌های سریال موسیقی متن ساخته‌اند.

## بازخوردها
سریال شرلوک با تحسین بسیار زیاد منتقدان و تماشاگران همراه بوده‌است و به عنوان یکی از بهترین آثار تلویزیونی در ژانر جنایی و همچنین از بهترین سریال‌های تاریخ شناخته می‌شود. شرلوک در وبسایت راتن تومیتوز نمره ۸۴/۱۰۰ را گرفته و در سایت متاکریتیک نیز امتیاز ۸۵/۱۰۰ را دریافت کرده و از معدود سریال‌هایی است که تمام اپیزودهایش در این سایت با تحسین همراه بوده‌است. شرلوک در میان مردم هم بسیار محبوب شده و در سایت بانک اطلاعات اینترنتی فیلم‌ها (IMDB) نمره ۹٫۲/۱۰ را دریافت کرده و از نظر کاربران همین سایت با رتبه ۱۲ یکی از ۲۵۰ سریال برتر تاریخ تلویزیون می‌باشد. داستان‌های جذاب و بسیار متعارف و شخصیت پردازی درخشان و بازی‌های بسیار قدرتمند تیم بازیگری از مهم‌ترین عواملی هستند که در نقدها به آن اشاره شده‌است.

### جوایز
اولین فصل سریال در سال ۲۰۱۱ توانست جایزهٔ بفتا برای بهترین سریال درام را به‌دست‌آورد. شرلوک در امی ۲۰۱۴ موفق به کسب ۷ جایزه شد که از جمله آن می‌توان به جایزه بهترین بازیگر نقش اول مرد در مینی سری‌ها برای بندیکت کامبربچ و جایزه بهترین بازیگر مکمل مرد در مینی سری‌ها برای مارتین فریمن اشاره کرد. استیون موفات نیز برای قسمت پایانی فصل سوم جایزه بهترین نویسندگی را دریافت کرد.

## قسمت‌ها
| فصل  | قسمت‌ها | قسمت‌ها | تاریخ اصلی روی آنتن رفتن | تاریخ اصلی روی آنتن رفتن | بریتانیا | ایالات متحده |
| فصل  | قسمت‌ها | قسمت‌ها | اولین بار                | آخرین بار                | بریتانیا | ایالات متحده |
| ---- | ------ | ------ | ------------------------ | ------------------------ | -------- | ------------ |
| ۱    | ۳      | ۳      | ۲۵ ژوئیه ۲۰۱۰            | ۸ اوت ۲۰۱۰               | ۸٫۳۷     | —            |
| ۲    | ۳      | ۳      | ۱ ژانویه ۲۰۱۲            | ۱۵ ژانویه ۲۰۱۲           | ۱۰٫۲۳    | ۴٫۴          |
| ۳    | ۳      | ۳      | ۱ ژانویه ۲۰۱۴            | ۱۲ ژانویه ۲۰۱۴           | ۱۱٫۸۲    | ۶٫۶          |
| ویژه | ویژه   | ویژه   | ۱ ژانویه ۲۰۱۶            | ۱ ژانویه ۲۰۱۶            | ۱۱٫۶۴    | ۳٫۴          |
| ۴    | ۳      | ۳      | ۱ ژانویه ۲۰۱۷            | ۱۵ ژانویه ۲۰۱۷           | ۱۰٫۰۰    | —            |

## فصل اول (۲۰۱۰)
فصل اول سریال در سال ۲۰۱۰ از بی‌بی‌سی پخش شد. دو اپیزود اول سریال در کنار داستان جنایی خود بیشتر به روابط شرلوک و جان می‌پردازد و نویسنده به کمک هوش و ابتکار شخصیت شرلوک بیننده را جذب داستان می‌کند. در اپیزود سوم اما روی دیگری از شخصیت شرلوک را می‌بینم و همچنین برای دقایق کوتاهی با جیم موریارتی ملاقات می‌کنیم. فصل اول سریال با بازخوردهایی بسیار مثبت همراه بود.

### پرونده صورتی
قسمت اول سریال بر پایه نخستین رمان شرلوک هولمز به نام اتود در قرمز لاکی ساخته شده. نویسندگی این قسمت را استیون موفات و کارگردانی آن راپاول مک گیلان بر عهده داشته‌اند. داستان این قسمت آشنایی هولمز و واتسون و ورود آن‌ها به ساختمان خیابان بیکر را به تصویر می‌کشد. در ادامه پای آن‌ها به پرونده‌ای با چهار کشته باز می‌شود که در آغاز تصور می‌شد همه آن‌ها خودکشی هستند. مایکرافت هولمز با بازی مارک گیتیس نیز در این قسمت برای نخستین بار حضور پیدا می‌کند. این قسمت در تاریخ ۲۵ ژوئیه ۲۰۱۰ از بی‌بی‌سی وان روی آنتن رفت.

### بانکدار کور
در این قسمت، شرلوک به درخواست هم دانشگاهی قدیمی اش تحقیقات خود را دربارهٔ یک ورود شبانه اسرارآمیز به بانکی در شهر آغاز می‌کند و در ادامه پایش به یک ماجرای پیچیده که باندهای قاچاق آسیایی در آن دخیل هستند باز می‌شود.

### بازی بزرگ
در این قسمت جیمز موریارتی (با بازی اندرو اسکات) برای اولین بار در سریال ظاهر می‌شود. موریارتی با معماهای مختلف و پیچیده شرلوک را به چالش می‌کشد و در پایان این قسمت شاهد رو در رو شدن این دو هستیم. مارک گیتیس و مک گیلان به ترتیب کارگردانی و نویسندگی آن را انجام دادند و تاریخ پخشش نیز ۸ اوت بود.

## فصل دوم (۲۰۱۲)
پس از استقبال خوب از قسمت مطالعه صورتی، بی‌بی‌سی اعلام که که اپیزودهای بیشتری پیش رو است. در ۱۰ اوت ۲۰۱۰ خبر تمدید سریال برای فصل دوم منتشر شد و سال بعد، گیتیس اعلام کرد که نویسندگان فصل اول، برای فصل دوم نیز هر کدام یک قسمت را نویسندگی خواهند کرد و سه داستان معروف «رسوایی در بلگروایا»، «درندگان باسکرویل» و «سقوط رایخنباخ» در فصل جدید به تصویر کشیده خواهد شد.

### رسوایی در بلگراویا
با نویسندگی موفات و کارگردانی مک گیلان در اول ژانویه ۲۰۱۲ پخش شد. داستان این قسمت به میزان اندکی بر پایه داستانی به همین نام بود و ماجرای آن تلاش شرلوک برای پس گرفتن تصاویر دردسرساز یکی از اعضای خاندان سلطنتی بریتانیا است که به دست زنی به نام آیرین آدلر افتاده بود. در این داستان شرلوک درگیر یک رابطه احساسی با آیرین آدلر می‌شود. در اولین دیدار آیرین آدلر با شرلوک، او کاملاً برهنه است تا بتواند شرلوک را عاشق و جذب خود کند، اما شرلوک آدمی نیست که دچار اشتباه بشود. آیرین آدلر تصاویر دردسرساز را در گوشی موبایل خود قرار داده اما این گوشی یک رمز چهار حرفی دارد، در نتیجه شرلوک به دنبال رمز آن است و در پایان، شرلوک موفق می‌شود رمز را بفهمد و به اطلاعات درون گوشی دست پیدا کند.

### سگ‌های باسکرویل
این قسمت به کارگردانی مک گیلان در ۸ ژانویه پخش شد.
داستان، دربارهٔ فعالیت‌های عجیب و مشکوک یک پایگاه نظامی است. این داستان یکی از داستان‌های مشهور آرتور کانن دویل است که در سال ۱۹۰۲ منتشر شده. هنری نایت (با بازی راسل تووی) مردی است که که بیست سال پیش پدرش توسط یک سگ تازی غول پیکر کشته شد، در نتیجه او هنوز هم کابوس‌هایی وحشتناک در این باره می‌بیند و با مراجعه به شرلوک، سعی می‌کند از این کابوس‌ها، رهایی یابد.

### سقوط رایخن‌باخ
قسمت پایانی فصل دوم بود که بر اساس داستانی به همین نام، توسط آرتور کانن دویل ساخته شد. در این قسمت موریارتی در تلاش است تا با بی‌اعتبار کردن شرلوک او را مجاب به خودکشی کند. موریارتی و شرلوک با هم در بالای بیمارستانی در لندن قرار می‌گذارند، موریارتی خودش را با اسلحه می‌کشد و شرلوک هم مجبور می‌شود تا خودش را از بالای بیمارستان به پائین پرت کند اما در پایان فیلم مشخص می‌شود که شرلوک هنوز زنده است.

## فصل سوم (۲۰۱۴)
پس از پایان فصل دوم، گیتیس و موفات هر دو در توئیتر اعلام کردند که سفارش ساخت فصل سوم هم‌زمان با فصل دوم به آن‌ها ارائه شده بود.

### صد سال به این سال‌ها
قسمتی کوتاه در فصل سوم می‌باشد که مقدمه ای برای فصل سوم است

### نعش‌کش خالی
|                                                                                 |  |  |
| بندیکت کامبربچ (سمت چپ) و مارتین فریمن (سمت راست) در زمان فیلم‌برداری مجموعهٔ اول |  |  |

نخستین قسمت فصل سوم است که در ۱ ژانویه ۲۰۱۴ به نویسندگی مارک گیتیس و کارگردانی جرمی لاورینگ روی آنتن رفت. ماجرای آن با الهام از داستان کوتاه «ماجرای نعش کش خالی» آرتور کانن دویل نوشته شد و در آن شرلوک هولمز به لندن بازمی‌گردد و پس از تجدید دیدار با واتسون با یکدیگر به سراغ خنثی کردن یک برنامه تروریستی زیر زمینی در لندن می‌روند.

### سه نشانه
واتسون با مری (آماندا ابینگتون) ازدواج می‌کند و داستان در جریان مراسم ازدواج او رخ می‌دهد. شرلوک در این قسمت تلاش دارد تا از وقوع یک قتل در مراسم جلوگیری کند. این قسمت شادترین اپیزود در کل سریال محسوب می‌شود و به نوعی حکم زنگ تفریح را دارد!

### آخرین سوگند او
با نویسندگی موفات و کارگردانی نیک هرمن ساخته شد. شرلوک در این ماجرا پس از درخواست یکی از مشتریانش در تقابل با فردی به نام «چارلز آگوستس مگنسن» قرار می‌گیرید که سعی در باج‌گیری از همسر جان واتسون یعنی مری مورستن دارد.

## قسمت ویژه کریسمس (۲۰۱۶)
در دوم ژوئیه ۲۰۱۴ اعلام شد که بی‌بی‌سی قسمت ویژه‌ای را برای کریسمس ۲۰۱۶ در نظر دارد. این قسمت در تاریخ ۱ ژانویه در شبکه BBC پخش شد، فیلمبرداری این قسمت از ژانویه ۲۰۱۵ آغاز شد و داستان آن در دوره ویکتوریا اتفاق می‌افتد.

### عروس نفرت‌انگیز
داستان این اپیزود ویژه در دو زمان حال و گذشته اتفاق میفتد و در جریان آن شرلوک و جان سعی در حل کردن معمای پیچیده روح یک زن دارند که طبق شایعات افراد یک روستای خیالی را به قتل می‌رساند. این اپیزود هیچ تأثیر داستانی خاصی بر فصل‌های سریال ندارد اما با این حال از گیرایی همیشگی قسمت‌های پیشین بهره برده‌است.

## فصل چهارم (۲۰۱۷)
فصل چهارم سریال که به گفته موفات آخرین فصل سریال می‌باشد هم‌زمان با کریسمس سال ۲۰۱۷ از شبکه بی‌بی‌سی پخش شد. برعکس فصول قبلی که داستان هر قسمت جدا و به صورت آنتولوژی بود (البته به غیر چند استثنا) هر سه قسمت فصل چهارم ارتباطی تنگاتنگ چه از لحاظ داستانی و چه از لحاظ شخصیت پردازی با هم دارند. فصلی که به گفتهٔ نویسندگان تاریک‌ترین فصل سریال بوده و برخلاف گذشته که بیشتر بر هوش و نبوغ شرلوک تمرکز می‌شد این فصل به احساسات این شخصیت پرداخته‌است. یک روز قبل از پخش آخرین اپیزود فصل سوم این قسمت از طرف یک کانال روسی بر روی اینترنت لو رفت. هر چند سازندگان از تماشاگران خواستند تا زمان اصلی پخش صبر کنند اما با این حال تعداد دانلود بالایی هم در اینترنت گزارش شد. شرلوک در این فصل به مراتب جامعه گریزتر از همیشه است و استفاده بیش از اندازه اش از مواد مخدر باعث می‌شود دیگران در قبالش احساس نگرانی داشته باشند. رابطه او با واتسون هم به گرمی فصل‌های گذشته نیست و هر دو درگیر اتفاقات تلخی می‌شوند که برایشان میفتد

### شش تاچر
با پخش شدن تصاویر موریارتی در لندن و خطر بازگشت او مایکرافت و اعضای دولت چاره‌ای نمی‌بینند جز اینکه شرلوک را به لندن بازگردانند. مری بالاخره بچه اش را به دنیا میاورد و شرلوک پدر خوانده او می‌شود اما این خوشی دلنشین خیلی زود با ورود یک قاتل حرفه‌ای که در صدد کشتن مری است به کابوسی تبدیل می‌شود که همه را درگیر خود می‌کند.

### کارآگاه دروغگو
بعد از اتفاقات تلخ قسمت قبل شرلوک و جان جدا از هم زندگی می‌کنند. شرلوک دچار حالت‌های روانی عجیب شده و استفاده افراطی اش از مواد مخدر سلامتش را به خطر می‌اندازد و این در حالی است که فردی قدرتمند در صدد کسب قدرت بیشتر در لندن و نابود کردن شرلوک است.

### مسئله نهایی
بعد از آگاه شدن از هویت واقعی یوروس، شرلوک به همراه مایکرافت و جان به داخل مؤسسه مخوفی در جزیره ای به نام شرینفورد می‌روند که یوروس در آن زندانی شده اما اوضاع از کنترل خارج می‌شود. موقعیت خطرناکی که پیش می‌آید باعث می‌شود تا به گذشته دردناک شرلوک پی ببریم و همچنین با خصوصیات اخلاقی جدیدی از مایکرافت و جان آشنا شویم. قسمت مسئله نهایی مجموعه ای از عشق، آتش، حرص و معما است.

## فصل پنجم
خبرها دربارهٔ تولید فصل پنجم ضد و نقیض است با این حال اعلام شده که موفات و گیتس طرح اولیه فصل پنج را نوشته‌اند اما با توجه به پایان بندی فصل چهارم و استقبال منتقدان و مردم علاقه چندانی به تولید ندارند. مدتی بعد اما خبر رسمی منتشر شد که در طی آن اعلام گردید بندیکت کامبربچ بازیگر نقش شرلوک برای فصل پنجم قرارداد امضا کرده‌است.

## واژه‌نامه
1. ↑  WGBH
2. ↑  Rebecca Eaton